# フリンギラ (小惑星)
フリンギラ (709 Fringilla) は小惑星帯の小惑星である。ハイデルベルクのケーニッヒシュトゥール天文台でヨーゼフ・ヘルフリッヒによって発見された。
ラテン語でフィンチを意味するフリンギラに因んで命名された。
2005年1月に近畿地方で掩蔽が観測された。